# Parupeneus diagonalis
Parupeneus diagonalis è un pesce del genere Parupeneus, scoperto nel 2004.